# Agnes Berck

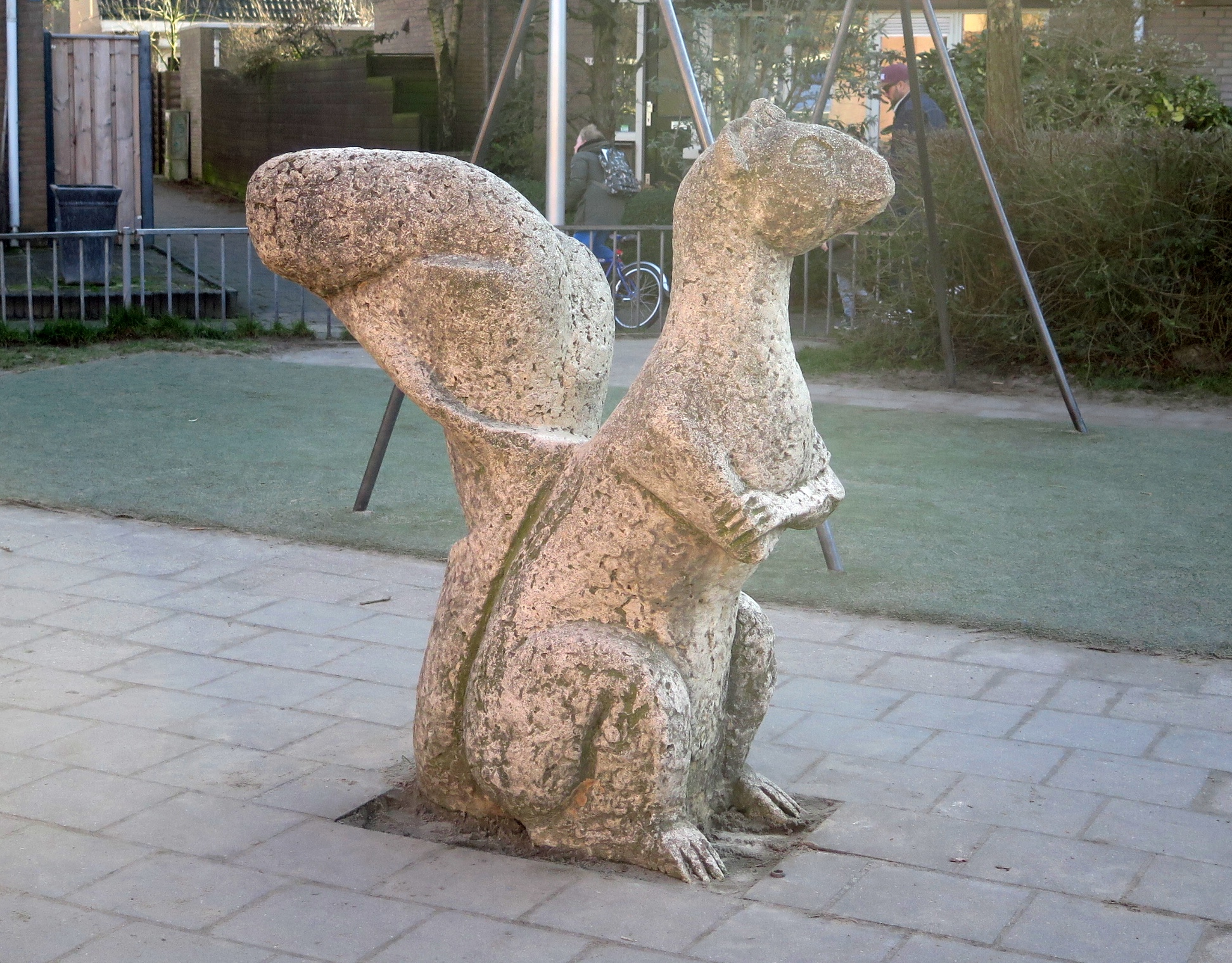
Zittende Eekhoorn - Waddinxveen

Agnes Berck (Den Helder, 15 februari 1933 - 15 mei 2009) was een Nederlands beeldhouwer en keramist.

## Leven en werk
Berck was een dochter van marineofficier Johannes Bernardus Berck (1897-1956) en naaldkunstenares Souwtje (Sou) Krijnen (1899-1987). Ze werd opgeleid aan de Academie van Beeldende Kunsten in Den Haag. Ze maakte onder meer beelden en mozaïeken met Bijbelse en mythologische motieven. Berck sloot zich aan bij onder andere Schilderessenvereniging ODIS en Arti et Industriae en deed geregeld mee aan exposities. Ze was in 1963 oprichtster van het kunstenaarscollectief de Caroluskring.
Ze overleed in het voorjaar van 2009 en werd begraven in Den Helder.

## Werken (selectie)
- Hippie (1973), tuin van het Stadsmuseum Harderwijk[5]
- Laura (1981), Raadhuislaan, Oss
- Zittende figuur, Raadhuisplein (in het Gemeentehuis), Waddinxveen
- Zittende eekhoorn, Waddinxveen

- RKD-Nederlands Instituut voor Kunstgeschiedenis: 6734